# Dirección General de Seguridad Jurídica y Fe Pública
La Dirección General de Seguridad Jurídica y Fe Pública —denominada entre 1909 y 2020 Dirección General de los Registros y del Notariado— es el órgano directivo del Ministerio de la Presidencia, Justicia y Relaciones con las Cortes, encuadrado dentro de la Secretaría General para la Innovación y Calidad del Servicio Público de Justicia, cuyas principales funciones son relativas a la gestión de asuntos relacionados con los derechos notarial y registral.
Asimismo, desde 2020, también se encarga del control de los bienes de propiedad estatal derivados de procesos judiciales así como la investigación y recuperación de bienes por orden judicial, ya que asume las funciones patrimoniales que le son conferidas a la Oficina de Recuperación y Gestión de Activos.
La Dirección General tiene su sede en la calle de la Bolsa de Madrid y su actual directora general es María Ester Pérez Jerez.

## Historia
El origen de la Dirección General se remonta a 1861, cuando la primera Ley Hipotecaria crea la Dirección General del Registro de la Propiedad dependiente directamente del Ministro de Gracia y Justicia. A la dirección se le encomendaba la proposición al Ministro de todos aquellas normativas que fueren necesarias para desarrollar la ley, proponer la estructura modificación de su propia estructura, proponer el nombramiento y cese de los notarios y demás empleados que de ella dependiesen, interpretar la ley para los funcionarios y coordinar a los funcionarios encargados de la ejecución de la ley. En origen, el director general tenía rango de subsecretario.
La dirección general fue suprimida en 1866, pasando sus funciones al subsecretario de Gracia y Justicia. Se restableció en 1870 bajo la denominación de Dirección General del Registro de la Propiedad y del Notariado, también llamada Dirección General de los Registros Civil y de la Propiedad y del Notariado, y asumía también competencias sobre las oposiciones a notario, vacantes notariales y ejercer la alta inspección y vigilancia de todos los registros.
Casi 40 años después, en abril de 1909 la nueva ley hipotecaria modifica la denominación de la dirección general a la de «de los Registros y del Notariado» y su titular presidía el tribunal de las oposiciones. Desde entonces, apenas ha habido cambios.
En 2020, y tras más de un siglo, la dirección general fue renombrada como Dirección General de Seguridad Jurídica y Fe Pública. Asimismo, abandonó la Subsecretaría para integrarse en la Secretaría General para la Innovación y Calidad del Servicio Público de Justicia de la Secretaría de Estado de Justicia y asumió las funciones que el ordenamiento jurídico otorga a la Oficina de Recuperación y Gestión de Activos a través de las subdirecciones generales de Localización y Recuperación de Bienes y de Conservación, Administración y Realización de Bienes, ambas integradas con anterioridad en la Dirección General de Modernización de la Administración de Justicia.

## Titular
El director general de Seguridad Jurídica y Fe Pública actúa como Notario Mayor del Reino cuando, por cualquier circunstancia, no puede ejercer el Ministro de Justicia. Además, de acuerdo con el reglamento del notariado, el DGSJFP es el presidente del tribunal calificador de las oposiciones.
La actual titular de la Dirección General es la fiscal María Ester Pérez Jerez.

## Estructura y funciones
La Dirección General de Seguridad Jurídica y Fe Pública se estructura en dos subdirecciones generales a través de las cuales ejerce sus funciones:
- La Subdirección General de Nacionalidad y Estado Civil, que se encarga de la elaboración de los proyectos legislativos sobre nacionalidad por residencia y por carta de naturaleza, en coordinación con la Secretaría General Técnica-Secretariado del Gobierno, y el conocimiento e informe de cuantos proyectos normativos puedan afectar a dicha materia así como la tramitación y, en su caso, resolución de los expedientes de nacionalidad, así como el estudio y la resolución de cuantas consultas le sean efectuadas sobre dicha materia; la elaboración de los proyectos legislativos sobre estado civil y ordenación y funcionamiento del Registro Civil, en coordinación con la SGTJUS, y el conocimiento e informe de cuantos proyectos normativos puedan afectar a dichas materias; la tramitación y, en su caso, resolución de los expedientes de reconocimiento o denegación de cuantas otras situaciones afectan al estado civil de los ciudadanos, y su inscripción en el Registro Civil; la tramitación y, en su caso, resolución de los recursos gubernativos contra los actos de los titulares del ejercicio de estas funciones, así como el estudio y la resolución de cuantas consultas le sean efectuadas sobre las anteriores materias; y la planificación de los Registros Civiles, la programación y distribución de los medios materiales y personales precisos para su funcionamiento, el ejercicio de la dirección funcional del personal de dichos registros, independientemente de su dependencia orgánica, así como su organización, dirección e inspección, y la planificación estratégica, impulso de la dirección tecnológica y coordinación de las actuaciones del Registro Civil con otras administraciones e instituciones públicas o privadas.
- La Subdirección General del Notariado y de los Registros, que asume las funciones de elaboración de los proyectos legislativos sobre las materias relativas al derecho notarial y registral, en coordinación con la SGTJUS, y el conocimiento e informe de cuantos proyectos normativos pudieran afectar a dichas materias; la organización, dirección, inspección y vigilancia de las funciones de la fe pública notarial y las de naturaleza registral en las materias de la propiedad, bienes muebles y mercantiles; la evacuación de cuantas consultas le sean efectuadas sobre aquellas, así como la tramitación y resolución de los recursos gubernativos contra los actos de los titulares del ejercicio de las citadas funciones; la ordenación del gobierno y régimen de los Cuerpos de Notarios y de Registradores, la organización de sus procesos de selección y de provisión de puestos, así como las relaciones ordinarias con sus respectivos organismos profesionales; la gestión y llevanza del Registro General de Actos de Última Voluntad y, bajo la dependencia de ese registro, del Registro de Contratos de Seguros de cobertura de fallecimiento y del Registro de actas de notoriedad de declaración de herederos abintestato; la gestión y llevanza del Registro de Fundaciones de competencia estatal, del Registro de Mediadores e Instituciones de Mediación, del Registro Central de contratos de préstamos declarados nulos y del Registro Central de Titularidades Reales; el conocimiento, seguimiento e informe de las iniciativas normativas y los procedimientos ante la Unión Europea, en cuanto afecten a materias de su competencia, en coordinación con la SGTJUS; y la asistencia al ministro en su condición de Notario Mayor del Reino, así como la custodia de su protocolo y la llevanza del Libro Registro Civil de la Familia Real.
- La Subdirección General de Localización y Recuperación de Bienes, competente en la identificación y búsqueda de los efectos, bienes, instrumentos y ganancias provenientes del delito, radicados dentro o fuera del territorio nacional, así como su puesta a disposición judicial, de conformidad con la normativa vigente. En el ejercicio de estas funciones y dentro del marco de la encomienda judicial o del Ministerio Fiscal, se coordinará con las Fuerzas y Cuerpos de Seguridad y podrá recabar la colaboración de otras entidades públicas o privadas.
- La Subdirección General de Conservación, Administración y Realización de Bienes, a la que corresponde el mantenimiento y gestión de los efectos, bienes, instrumentos y ganancias provenientes del delito, cuando hayan sido intervenidos o embargados judicialmente, cualquiera que sea la naturaleza de los mismos, así como de los beneficios, frutos y rentas de tales bienes. Asimismo, es el órgano encargado de la destrucción de los bienes cuando sea acordada por la autoridad competente. También asume la elaboración de informes sobre el estado y circunstancias de los bienes gestionados, que remitirá a la autoridad competente de oficio o cuando esta lo solicite, a los efectos de evitar las actuaciones antieconómicas y garantizar, dentro del respeto a la ley y con el cumplimiento de todas las garantías procesales, el máximo beneficio económico; la realización de los bienes, que comprenderá la actividad tendente a la venta de los bienes, efectos, ganancias e instrumentos cuya gestión se le haya encomendado judicialmente en el ejercicio de la actividad de recuperación y gestión de activos tras el decomiso de los mismos, salvo que se hayan inscrito a nombre del Estado en el correspondiente Registro de la Propiedad o Registro de Bienes Muebles o que proceda su afectación o adscripción a un órgano u organismo público, a cuyo efecto cursará la correspondiente propuesta a la Dirección General del Patrimonio del Estado para su tramitación; la adjudicación del uso de los bienes o efectos incautados o embargados, siempre que el órgano judicial haya autorizado su utilización provisional; la función derivada del soporte necesario para el desarrollo de la actividad propia de la Comisión de Adjudicación de bienes producto del delito; y la gestión de la Cuenta de Depósitos y Consignaciones resultante de la actividad de recuperación y gestión de activos.

### Legislación
- Ley Hipotecaria. Su redacción inicial es de 8 de febrero de 1861. Redactado un nuevo texto por Ley de 30 de diciembre de 1944, y Decreto de 8 de febrero de 1946. Ha sido más tarde modificada en numerosas ocasiones.
- Reglamento Hipotecario. Decreto de 14 de febrero de 1947, modificado en muchos de sus apartados.
- Real Decreto 1093/1997 de julio sobre Inscripción de Actos de Naturaleza Urbanística.
- RD 1427/1989, de 17 de noviembre por el que se aprueba el Arancel de los Registradores de la Propiedad.
- DA 3ª Ley de Tasas y Precios públicos.
- RD 1427/1989, de 17 de noviembre.
- Ley sobre saneamiento y venta de los activos inmobiliarios del sector financiero 8/2012, de 30 de octubre, DA 2ª
- Ley 39/2015, de 1 de octubre, del Procedimiento Administrativo Común de las Administraciones Públicas.

- Datos: Q5807998